# Xarame
Xarame (Charame, Chaulama, Jarame, Shiarame, Zarame), jedno od značajnijih plemena Coahuiltecan Indijanaca čiji je dom bio južno od Edwards Plateaua u Teksasu, i to između rijeka Nueces i Frio pa jugozapadno preko Rio Grande u sjeveroistočnu Coahuilu. Xarame su bili pleme koje je s još tri druga Coahuiltecan plemena došlo na misiju San Juan Bautista, utemeljenu 1699. na Rio Sabinas u Coahuili. Ubrzo nakon kada je ta misija preseljena na Rio Grande kod sadašnjeg Eagle Passa, dio plemena poći će za njom, dok ostali dio plemena odlazi na obližnju misiju San Francisco Solano koja se utemeljila 1700. U to vrijeme veliku opasnost predstavljale su bande ratobornih Apača koje su palile i pljačkale tim područjima pa su se neki od njih sklonili 1716. na rancheriji Grande gdje se našla i grupa Tonkawa Indijanaca. Kada se misija San Francisco Solano 1718. preselila s Rio Grande na područje San Antonia, ona postaje poznata kao San Antonio de Valero. Ovdje se okupila jedna skupina Xaramea koji dalje pomažu okupljanju ostalih bandi Coahuilteca na području misije ,gdje su se održali do 1776, nakon čega im se gubi trag. 
Swanton bande Harame i Xarame navodi zasebno, čemu se Thomas N. Campbell protivi ,smatrajući ih identičnim.

## Vanjske poveznice
- Xarame Indians